# Valerij Min'ko
Valerij Vikent'evič Min'ko (in russo Валерий Викентьевич Минько?, traslitterazione anglosassone Valeri Vikentyevich Minko; Barnaul, 8 agosto 1971) è un allenatore di calcio ed ex calciatore russo, fino al 1991 sovietico.

## Carriera

### Club
Dopo aver mosso i primi passi nell'ambiente dello sport come hockeista, Minko entrò nelle giovanili della Futbol'nyj Klub Dinamo-Barnaul in cui svolse il percorso formativo ricoprendo tutti i ruoli fino ad assumere, in occasione dell'esordio in prima squadra (avvenuto nel 1988) il ruolo di difensore laterale.
Nel 1990 fu ceduto al CSKA Mosca, squadra con cui disputò dodici campionati nonostante avesse subito, nel 1993, l'asportazione di un rene rimasto danneggiato durante uno scontro di gioco. Si ritirò nel 2002, dopo aver giocato una stagione nel Kuban' di Krasnodar.

### Nazionale
Conta dieci presenze e una rete nella nazionale Under 20 sovietica (totalizzate nel 1991) e quattro nella nazionale russa, tra il 1996 e il 1998.

### Allenatore
Dopo il ritiro fu assunto nel CSKA Mosca come dirigente dei settori giovanili. Svolse l'incarico fino al 2008, quando fu assunto come allenatore della squadra delle riserve.

## Statistiche

### Presenze e reti nei club[2]
| Stagione              | Squadra               | Campionato            | Campionato | Campionato | Coppe nazionali | Coppe nazionali | Coppe nazionali | Totale | Totale |
| Stagione              | Squadra               | Comp                  | Pres       | Reti       | Comp            | Pres            | Reti            | Pres   | Reti   |
| --------------------- | --------------------- | --------------------- | ---------- | ---------- | --------------- | --------------- | --------------- | ------ | ------ |
| 1988                  | Dinamo Barnaul        | VL                    | 6          | 0          | CU              | 0               | 0               | 6      | 0      |
| 1989                  | Dinamo Barnaul        | VL                    | 2          | 0          | CU              | 0               | 0               | 2      | 0      |
| Totale Dinamo Barnaul | Totale Dinamo Barnaul | Totale Dinamo Barnaul | 8          | 0          |                 | 0               | 0               | 8      | 0      |
| 1989                  | CSKA Mosca            | PL                    | 1          | 0          | CU              | 0               | 0               | 2      | 0      |
| 1990                  | CSKA Mosca            | VL                    | 0          | 0          | CU              | 1               | 0               | 1      | 0      |
| 1991                  | CSKA Mosca            | VL                    | 8          | 0          | CU              | 4               | 0               | 12     | 0      |
| 1992                  | CSKA Mosca            | VL                    | 18         | 2          | CR              | 2               | 0               | 20     | 2      |
| 1993                  | CSKA Mosca            | VL                    | 26         | 6          | CR              | 2               | 0               | 28     | 6      |
| 1994                  | CSKA Mosca            | VL                    | 16         | 2          | CR              | 2               | 0               | 18     | 2      |
| 1995                  | CSKA Mosca            | VL                    | 24         | 0          | CR              | 0               | 0               | 24     | 0      |
| 1996                  | CSKA Mosca            | VL                    | 33         | 1          | CR              | 1               | 0               | 34     | 1      |
| 1997                  | CSKA Mosca            | VL                    | 28         | 1          | CR              | 4               | 0               | 32     | 1      |
| 1998                  | CSKA Mosca            | VD                    | 25         | 1          | CR              | 3               | 0               | 28     | 1      |
| 1999                  | CSKA Mosca            | VD                    | 28         | 1          | CR              | 3               | 0               | 31     | 1      |
| 2000                  | CSKA Mosca            | VD                    | 19         | 0          | CR              | 4               | 0               | 23     | 0      |
| 2001                  | CSKA Mosca            | VD                    | 16         | 0          | CR              | 1               | 0               | 17     | 0      |
| Totale CSKA Mosca     | Totale CSKA Mosca     | Totale CSKA Mosca     | 242        | 13         |                 | 27              | 0               | 269    | 13     |
| 2002                  | Kuban'                | PD                    | 3          | -          | CR              | 0               | 0               | 3      | 0      |
| Totale Carriera       | Totale Carriera       | Totale Carriera       | 248        | 13         |                 | 27              | 0               | 275    | 13     |

## Palmarès

### Club
- Campionato sovietico: 1

CSKA Mosca: 1991
- Coppa dell'URSS: 1

CSKA Mosca: 1990-1991